# الرونة (الشعر)

تعديل مصدري - تعديل

الرونة محلة تابعة لقرية بيت الورد، التابعة لعزلة العبس بمديرية الشعر إحدى مديريات محافظة إب في الجمهورية اليمنية، بلغ تعداد سكانها 39 حسب تعداد اليمن لعام 2004.